# Yulfa
Yulfa (en azerí: Culfa), anteriormente[¿cuándo?] Jugha (en armenio: Ջուղա, a veces transcrito como Djugha), es la capital administrativa del raión de Yulfa de la República autónoma de Najicheván en Azerbaiyán.
Yulfa está separada por el río Aras de su homónimo, la ciudad de Yolfa en el lado iraní de la frontera. Las dos ciudades están unidas por un puente de carretera y un puente de ferrocarril.

## Historia
Tradicionalmente, se decía que el rey de Armenia, Tigranes I, había sido el fundador de Yulfa. Existiendo como aldea a principios de la Edad Media, se convirtió en una ciudad entre los siglos X y XIII, con una población que era casi en su totalidad armenia. Durante un tiempo, Yulfa fue uno de los asentamientos más importantes de la Armenia medieval. Se hizo próspera durante los siglos XV al XVII debido al papel que desempeñó en el comercio internacional, ya que se encontraba a lo largo de las antiguas rutas comerciales desde Persia, Oriente Medio, sudeste de Asia, India, Rusia, el Mediterráneo y Europa del noroeste.

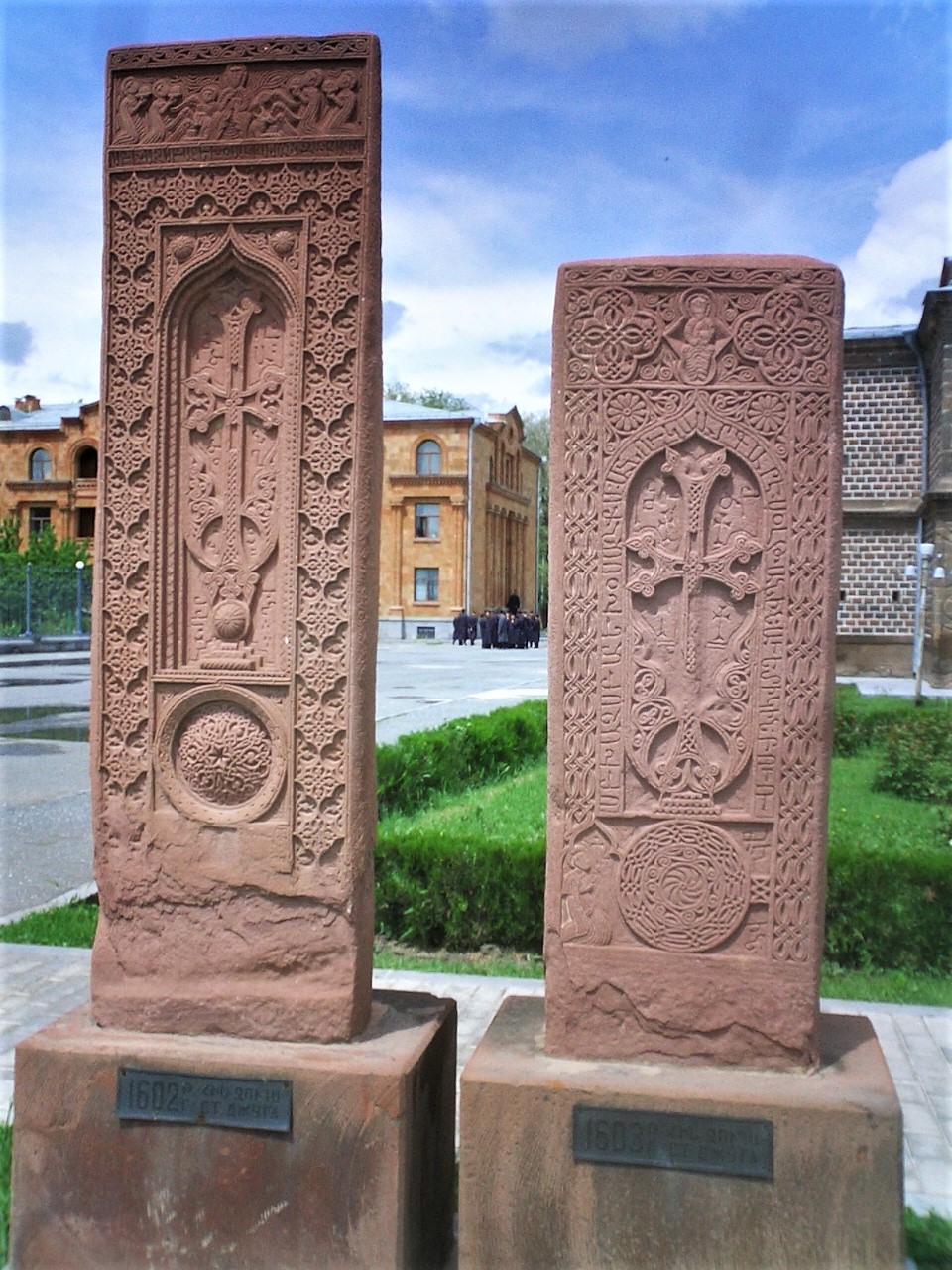
Dos jachkars de Yulfa fechados entre c. 1602 y 1503, retirado del cementerio de Yulfa antes de su destrucción y ahora en exhibición dentro del recinto de Echmiadzin, Armenia.

En 1603, durante la guerra otomano-safávida (1603-1618), shah Abás I de Persia retomó Yulfa del Imperio otomano y fue visto como un libertador por su población armenia. Sin embargo, Abás se había dado cuenta de que no podía defender el territorio a lo largo del río Aras de las incursiones de los otomanos. Su solución fue evacuar la región, emprendiendo una política de tierra quemada para evitar que su riqueza y población cayera en manos otomanas. En octubre de 1605, el sah emitió un edicto declarando que toda la población de Yulfa debía abandonar sus hogares y adentrarse en el Imperio persa.
Según el cronista del siglo XVII Arakel de Tabriz, el edicto decía que tenían tres días para irse o enfrentarse a la masacre. Otro testigo, Augustus Badjetsi, obispo de Najicheván, escribió:
Aproximadamente tres mil familias fueron deportadas de Yulfa y muchas se ahogaron al intentar cruzar el Aras. Una vez completada la deportación, la ciudad fue destruida por un incendio para evitar que los habitantes regresaran. Los deportados fueron llevados a un área cerca de Isfahán en Persia (ahora Irán), donde se estableció una nueva ciudad, Nueva Yulfa. Nueva Yulfa es ahora un distrito de Isfahán y es el centro actual de la población armenia iraní en Irán.
En 1606 se realizó la segunda deportación de habitantes que habían escapado a la primera deportación.
En el siglo XVII, se fundó un pequeño asentamiento en medio de las ruinas de la ciudad destruida, que, en 1747, pasó a formar parte de la división administrativa iraní de Najicheván dentro de la dinastía Qajar. A principios del siglo XIX, este asentamiento se trasladó a una nueva ubicación a tres kilómetros al este de la ciudad histórica, en el punto donde el río Alinja desemboca en el Aras. Tras la guerra ruso-persa de 1826-1828 y el resultante tratado de Turkmenchay en 1828, el pueblo de Yulfa se convirtió en el paso fronterizo oficial entre Persia y Rusia, ya que el primero se vio obligado a ceder sus últimos territorios caucásicos restantes, que contenían servicios de aduanas estatales, una guarnición y una oficina de correos.
La ciudad se convirtió en parte del óblast de Armenia desde 1840 hasta 1847, y luego en parte de la gobernación de Ereván del Imperio ruso entre 1847 y 1917. Según el censo del Imperio ruso de 1897, Yulfa era una aldea con una población de 763, de los cuales 751 eran armenios. Después de la Revolución rusa, entre 1918 y 1920, Yulfa fue objeto de una disputa territorial entre las repúblicas democrácticas de Armenia y de Azerbaiyán.[cita requerida] Como resultado del tratado de Kars, se convirtió en parte de la República Autónoma Socialista Soviética de Najicheván bajo la República Socialista Soviética de Azerbaiyán.
El corredor persa atravesó Yulfa durante la Segunda Guerra Mundial, trayendo suministros de otras naciones aliadas a la Unión Soviética.
Durante el conflicto entre Azerbaiyán y Armenia sobre el estatus de Alto Karabaj de 1988 a 1994, la población armenia restante (que había estado disminuyendo lentamente debido a la emigración durante la era soviética) fue evacuada o deportada por la fuerza a Armenia.

## Sitio arqueológico de la antigua Yulfa y destrucción del cementerio

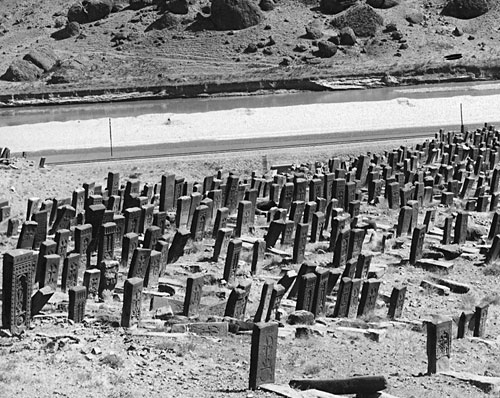
Fotografía tomada en 1915 por Aram Vruyr que muestra parte del cementerio armenio medieval de Yulfa.

A principios del siglo XX, los restos del asentamiento medieval incluían un enorme puente en ruinas, dos grandes caravasares (uno en el lado iraní de la frontera), los muros de una fortaleza y varias iglesias armenias. El remanente más notable de la vieja Yulfa fue el enorme cementerio armenio de la ciudad, ubicado al oeste de la ciudad en ruinas, en tres colinas bajas divididas por pequeños valles. Contenía la mayor colección sobreviviente de lápidas jachkar armenias, la mayoría de los cuales datan de los siglos XV y XVI. Una de las primeras referencias al sitio es la del misionero jesuita francés Alexandre de Rhodes, quien escribió que durante su visita en 1648 vio más de diez mil lápidas. Sin embargo, una gran cantidad de piedras fueron destruidas durante la construcción de la línea ferroviaria a Yulfa a principios del siglo XX.[cita requerida]
En la década de 1970, según las investigaciones de Argam Aivazian en el cementerio de 1971 a 1973, había, de pie o caídos, 462 jachkars en la primera colina del cementerio, 1.672 jachkars en la segunda y 573 en la tercera. Además de estos jachkars, había en el mismo cementerio más de mil lápidas en forma de carnero, a dos aguas o planas. Se contaron 250 jachkars adicionales en el cementerio del cercano monasterio de Amenaprkich y en otras partes del sitio de la ciudad. El número de jachkars y lápidas en forma de carnero enterrados en la tierra o en fragmentos, en el cementerio principal y en otros lugares, se estimó en más de 1.400.

### Destrucción
Entre 1998 y 2006 todo el cementerio fue destruido. Las diversas etapas del proceso de destrucción se documentaron mediante pruebas fotográficas y de video tomadas desde el lado iraní de la frontera. Sin embargo, el gobierno y los funcionarios estatales de Azerbaiyán han negado que se haya producido alguna destrucción, afirmando que "nunca existió un cementerio armenio en el sitio y que los armenios nunca han vivido en Yulfa". Azerbaiyán, hasta la fecha, se ha negado a permitir que los investigadores accedan al sitio. El Parlamento Europeo pidió formalmente a Azerbaiyán que detenga la demolición como una violación de la Convención del Patrimonio Mundial de la UNESCO. De acuerdo con su resolución sobre los monumentos culturales en el Cáucaso meridional, el Parlamento Europeo "condena enérgicamente la destrucción del cementerio de Yulfa, así como la destrucción de todos los sitios de importancia histórica que han tenido lugar en territorio armenio o azerbaiyano, y condena cualquier acción de ese tipo. que busca destruir el patrimonio cultural". En 2006, Azerbaiyán prohibió al Parlamento Europeo inspeccionar y examinar el sitio antiguo afirmando que al aprobar la resolución mencionada anteriormente, el Parlamento había cometido un acto hostil contra Azerbaiyán. El Instituto de Informes sobre la Guerra y la Paz informó el 19 de abril de 2006 que "no queda nada de las célebres cruces de piedra de Jugha".
Después de varias visitas pospuestas más, los inspectores de la Asamblea Parlamentaria del Consejo de Europa (PACE) planearon un nuevo intento para el 29 de agosto al 6 de septiembre de 2007, dirigido por el parlamentario británico Edward O'Hara. Además de Najicheván, la delegación visitaría Bakú, Ereván, Tiflis y Alto Karabaj. Los inspectores tenían previsto visitar Alto Karabaj a través de Armenia y habían organizado el transporte para facilitarlo. Sin embargo, el 28 de agosto, el jefe de la delegación azerbaiyana en PACE emitió una demanda de que los inspectores debían ingresar a Alto Karabaj a través de Azerbaiyán. El 29 de agosto, el secretario general de PACE, Mateo Sorinas, anunció que la visita debía cancelarse debido a la dificultad para acceder a Alto Karabaj por la ruta requerida por Azerbaiyán. El Ministerio de Relaciones Exteriores de Armenia emitió un comunicado diciendo que Azerbaiyán había detenido la visita "debido únicamente a su intención de ocultar la demolición de los monumentos armenios en Najicheván".

## Yulfa en la cultura
La repentina y dramática caída de la antigua Yulfa en el siglo XVII dejó una profunda y duradera impresión en la sociedad y la cultura armenias. Durante el siglo XIX, poetas como Hovhannes Tumanyan e historiadores como Ghevond Alishan produjeron obras basadas en el evento.[cita requerida] Las emociones que surgieron como resultado de la destrucción del cementerio en 2006 indican que el destino de Yulfa todavía resuena dentro de la sociedad armenia contemporánea.

## Otras lecturas
- (in Armenian) Ayvazyan, Argam . Ջուղա (Jugha). Ereván, RSS de Armenia: Sovetakan Grogh, 1984.
- Argam Aivazian, Nakhijevan: Libro de monumentos / Նախիջեւան. գիրք հուշարձանաց Նախիջեւան. գիրք հուշարձանաց , Ereván, 1990.OCLC 26842386
- Baltrušaitis, Jurgis y Dickran Kouymjian. "Yulfa sobre el Arax y sus monumentos funerarios" en Études Arméniennes / Armenian Studies In Memoriam Haig Berberian . Lisboa: Fundación Galouste Gulbenkian, 1986.
- Grupo parlamentario Suiza-Armenia, La destrucción de Jugha, Berna, 2006.
- Pickman, Sarah (30 de junio de 2006). «Tragedy on the Araxes». Archivado desde el original el 21 de noviembre de 2006. Consultado el 22 de diciembre de 2020.
- ICOMOS Heritage at Risk 2006/2007 (June 2007). «ICOMOS Heritage at Risk 2006/2007: Destruction of the Armenian Cemetery at Djulfa».